# Guido da Siena

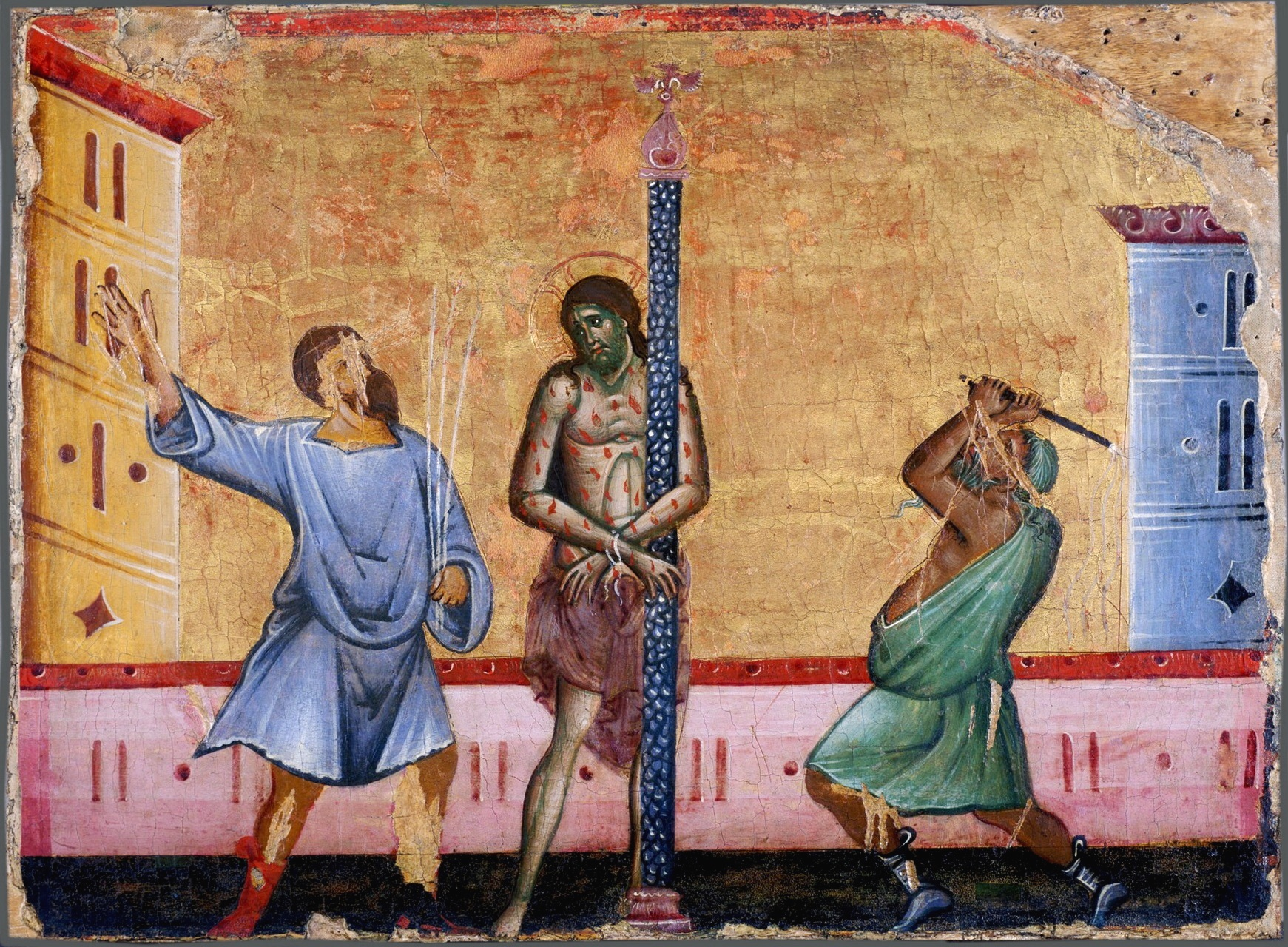
Guido da Siena – "Kristi gisslande"

Guido da Siena var en sienesisk målare under 1200-talet.
Gudio da Siena har 1221 signerat en Madonna med barnet från San Domenico, numera i Palazzo Pubblico, Siena. Med utgångspunkt från denna har man identifierat flera arbeten med liknande bysantinskskinfluerat måleri i veckbehandlingen och förfinade drag hos gestalterna.